# Cleora alienaria
Cleora alienaria är en fjärilsart som beskrevs av Walker 1860. Cleora alienaria ingår i släktet Cleora och familjen mätare. Inga underarter finns listade i Catalogue of Life.